# 心のアンテナ
「心のアンテナ」（こころのアンテナ）は、中川翔子の9作目のシングル。2009年7月15日にリリース。

## 作品概要
- 初回限定盤（CD+DVD）、通常盤（CD）、ギザみみピチュー盤（CD+写真集+ライナーノーツ）の3パターンでリリース。

## 収録曲

### 通常盤
1. 心のアンテナ [4:50]
作詞：松本隆　作曲：細野晴臣　編曲：島田昌典
2. せーので恋しちゃえ♥ [4:51]
作詞：中川翔子・meg rock　作曲：田代智一　編曲：nishi-ken
3. 硝子のプリズム [3:37]
作詞：松本隆　作曲：細野晴臣　編曲：平田祥一郎
4. 心のアンテナ -Haruomi Hosono Original Mix- [4:15]
作詞：松本隆　作曲・編曲：細野晴臣

### ギザみみピチュー盤
1. 心のアンテナ -Haruomi Hosono Original Mix- [4:17]
2. せーので恋しちゃえ♥ [4:51]
3. もえよ ギザみみピチュー！ [4:21]
歌：ギザみみピチュー starring しょこたん
作詞：戸田昭吾　作曲・編曲：たなかひろかず
4. 心のアンテナ [4:54]
5. 心のアンテナ -Haruomi Hosono Original Mix- (Instrumental) [4:15]

## タイアップ
せーので恋しちゃえ♥
- 東京ドームシティイベント『恋活遊園地』テーマソング

心のアンテナ -Haruomi Hosono Original Mix-
- 映画『劇場版ポケットモンスター ダイヤモンド&パール アルセウス 超克の時空へ』主題歌

もえよ ギザみみピチュー!
- テレビアニメ『ポケットモンスター ダイヤモンド&パール』エンディングテーマ
- タカラトミー『ポケットモンスター おしゃべりぬいぐるみギザみみピチュー』TV-CMソング